# دهستان ویژنان
دهستان ویژنان نام دهستانی در بخش مرکزی شهرستان گیلانغرب، استان کرمانشاه در ایران است. براساس سرشماری مرکز آمار ایران در سال ۱۳۸۵، جمعیت آن ۲۵۱۵ نفر (۵۴۰ خانوار) بوده‌است و طوایف مختلف ایل کلهر در این دهستان سکونت دارند ، اسامی طایفه های ایل کلهر در دهستان ویژنان 
طایفه های شیرزادی کلهر پیرگه کلهر علیرضاوندی کلهر روتوند عبدالمحمدی صیادیان ایوانی کلهر خزل زنگنه 